# Alojzy Biłko
Alojzy Biłko (ur. 1 czerwca 1923 w Dębowcu) – polski polityk, poseł na Sejm PRL I, II, III i VII kadencji.

## Życiorys
Uzyskał wykształcenie średnie, z zawodu rolnik. W 1946 wstąpił do Stronnictwa Ludowego, a w 1949 wraz z nim do Zjednoczonego Stronnictwa Ludowego. W 1951 organizował Spółdzielnię Produkcyjną w Dębowcu, w której władzach zasiadał (od 1960 jako prezes). W 1952 został skierowany do Szkoły Przewodniczących Spółdzielni Produkcyjnych w Warszawie, której absolwentem został w 1953. Był radnym Wojewódzkiej Rady Narodowej w Katowicach i w Bielsku-Białej. W 1953 został prezesem Powiatowego Komitetu ZSL w Cieszynie. W 1958 zasiadł w plenum Wojewódzkiego Komitetu partii w Katowicach, którego w latach 1964–1972 był wiceprezesem. Był też członkiem WK ZSL w Bielsku-Białej.
W 1956 zasiadał w Krajowej Radzie Spółdzielni Produkcyjnych w Warszawie, w 1958–1975 był jej prezesem. Działał też m.in. w Gminnej Spółdzielni „Samopomoc Chłopska” i w Towarzystwie Przyjaźni Polsko-Radzieckiej.
W 1952, 1957, 1961 i 1976 uzyskiwał mandat posła na Sejm PRL w okręgu Bielsko-Biała. W przeciągu trzech kadencji zasiadał kolejno w Komisji Rolnictwa, Komisji Leśnictwa i Przemysłu Drzewnego i Komisji Handlu Zagranicznego. W trakcie VII kadencji zasiadał w Komisji Pracy i Spraw Socjalnych i Komisji Rolnictwa i Przemysłu Spożywczego.

## Odznaczenia
- Krzyż Kawalerski Orderu Odrodzenia Polski
- Złoty Krzyż Zasługi (1955)[1]
- Brązowy Krzyż Zasługi (1952)[2]
- Medal 10-lecia Polski Ludowej
- Odznaka „Zasłużony Pracownik Rolnictwa”
- Złota Odznaka „Zasłużony w Rozwoju Województwa Katowickiego”
- Odznaka „Zasłużony Działacz Ruchu Spółdzielczego”
- Złota Odznaka Honorowa Towarzystwa Przyjaźni Polsko-Radzieckiej